# Gazi Mehmed Pašův hamam (Prizren)
Gazi Mehmed Pašův hamam (albánsky Hamami i Gazi Mehmet pashës, srbsky Хамам Гази Мехмед-паше/Hamam Gazi Mehmed-paše) jsou bývalé turecké lázně v historickém centru Prizrenu na území Kosova. Vybudovány byly v 17. století, v současné době jsou chráněnou kulturní památkou.
Lázně jsou dominantním objektem v centru Prizrenu. Svůj název mají podle Gazi Mehmeda Paši, který nařídil jejich výstavbu. Stavební práce probíhaly v letech 1563–1574. Lázně byly oddělené; polovina sloužila mužům a druhá polovina ženám. Po odchodu Osmanské říše z Balkánu přestaly sloužit veřejnosti; v současné době jsou památkově chráněné. V roce 1968 se zde uskutečnily konzervátorské práce. Během nich byly odstraněny přiléhající stánky různých řemeslníků. 
Zdi lázní byly zbudovány z kamene a cihel a omítnuty pouze zevnitř. V roce 2015 se uskutečnila rozsáhlá rekonstrukce hamamu, která byla nicméně značně kontroverzní, neboť bylo původní zdivo omítnuto.

### Externí odkazy

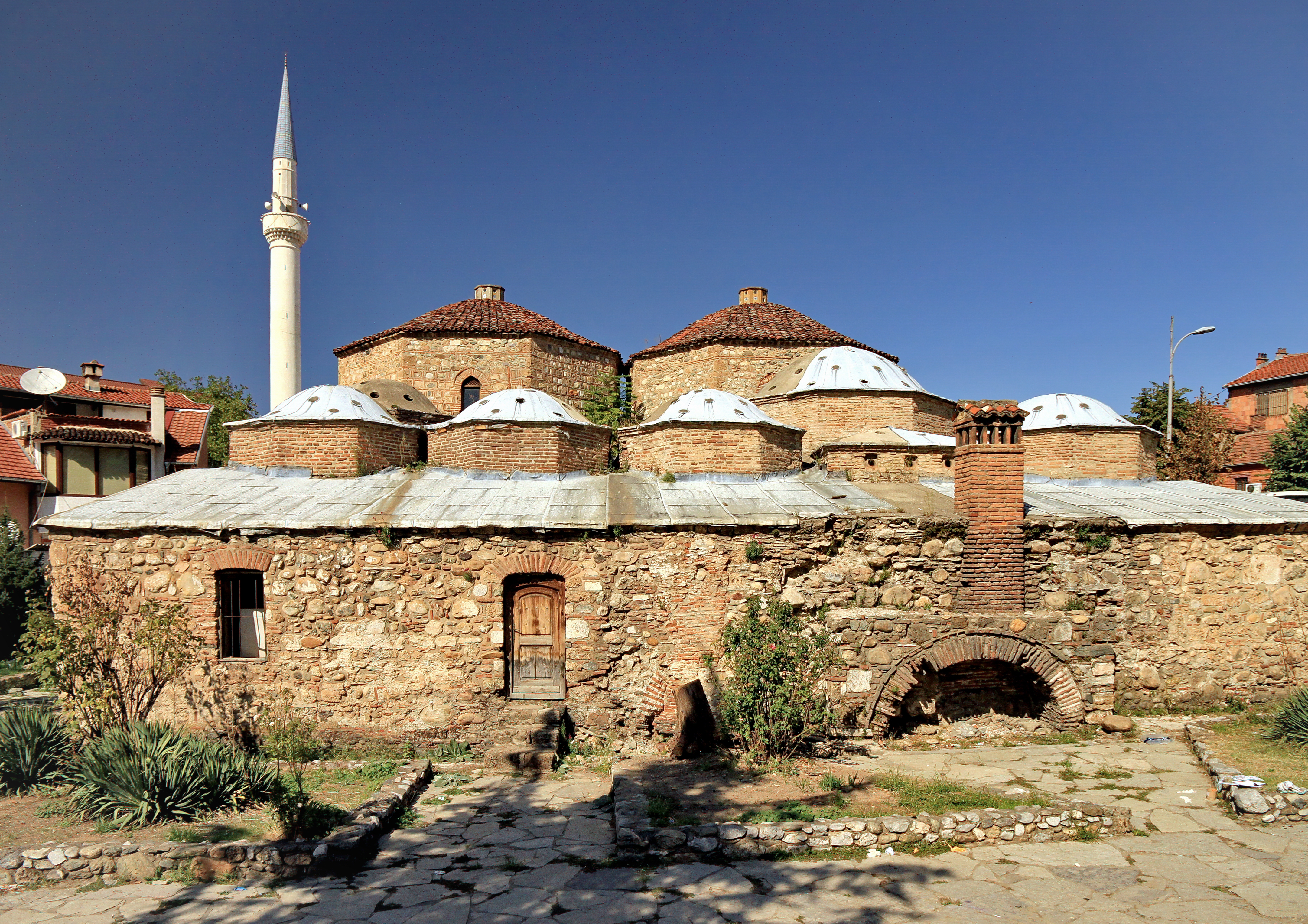
Pohled na komplex lázní